# Roland Kluttig
Roland Kluttig (* 1968 in Radeberg) ist ein deutscher Dirigent.

## Leben
Kluttig wurde 1968 als Sohn des Dirigenten Christian Kluttig geboren. Er studierte von 1986 bis 1991 Klavier und Dirigieren bei Volker Rohde an der Hochschule für Musik Carl Maria von Weber Dresden. Er besuchte Meisterkurse bei  Sylvain Cambreling, Péter Eötvös und John Eliot Gardiner.
Von 1992 bis 1999 war er Dirigent des Kammerensembles Neue Musik Berlin und wurde vom Forum Dirigieren des Deutschen Musikrates gefördert. Von 2000 bis 2004 wirkte er als Kapellmeister und Assistent von Lothar Zagrosek an der Stuttgarter Staatsoper. Von 2004 bis 2006 war er Principal Conductor des Crested Butte Music Festival in Colorado.
Kluttig war Gastdirigent unter anderem beim Rundfunk-Sinfonieorchester Berlin, dem Rundfunk-Sinfonieorchester Leipzig, dem SWR Sinfonieorchester Baden-Baden und Freiburg, dem Radio-Sinfonieorchester Stuttgart, dem Symphonieorchester des Bayerischen Rundfunks, dem Deutschen Symphonie-Orchester Berlin, dem Konzerthausorchester Berlin und der Dresdner Philharmonie sowie in Seoul, Den Haag, Bordeaux, Wien, Zürich, Amsterdam und Reykjavík und arbeitete mit Regisseuren wie Jossi Wieler, Christoph Marthaler und Achim Freyer sowie den Komponisten Chin Un-suk und Helmut Lachenmann zusammen.
Von 2010 bis 2020 war Kluttig Generalmusikdirektor (GMD) am Landestheater Coburg. Von 2020 bis 2023 war er – als Nachfolger von Oksana Lyniv – Chefdirigent der Grazer Oper und des Grazer Philharmonischen Orchesters. Er wirkt auch als Juror des Forum Dirigierens des Deutschen Musikrates.

## Auszeichnungen
- 1990: Reisestipendium der Akademie Schloss Solitude Stuttgart
- 1992: Stipendium der Herbert von Karajan Stiftung
- 1995: Preisträger des Dirigentenforums (jetzt Forum Dirigieren) des Deutschen Musikrates
- 1995: Stipendium der Ernst von Siemens Musikstiftung
- 2013: „Künstler des Monats“ Januar durch das Forum Kultur der Metropolregion Nürnberg[5]